# دورو ضد رينا
دورو ضد رينا، 495 US 676 (1990)، كانت قضية للمحكمة العليا بالولايات المتحدة استنتجت فيها المحكمة أن القبائل الهندية لا يمكن لها أن تقاضي الهنود الذين ينتمون إلى قبائل أخرى على جرائم ارتكبها هؤلاء الهنود من هم ليسوا أعضاء بناءً على تحفظاتهم. لم يلق القرار استحسانًا من قبل القبائل، لأنهُ قام بإفساد قوانينها الجنائية من خلال حرمانها من سلطة فرضها ضد أي شخصٍ باستثناء أفرادها. وردًا على ذلك، عدل الكونجرس قسما من قانون الحقوق المدنية الهندي، 25 USC § 1301، لتضمين سلطة «ممارسة الولاية القضائية الجنائية على جميع الهنود» كإحدى سلطات الحكم الذاتي.

## خلفية

خريطة مقاطعة ماريكوبا تظهر محمية نهر سولت الهندية باللون الأحمر

### تحفظ
تقع محمية سالت ريفر الهندية شرق سكوتسديل بولاية أريزونا، وهي موطن لمجتمع سولت ريفر بيما ماريكوبا الهندي. بدأ هذا التحفظ في عام 1879 من قبل أمر تنفيذي للاعتراف بالاحتلال من الأراضي التي بيما وماريكوبا الهنود. بعدها انتقل الهنود من محمية نهر جيلا الهندية بسبب قيام المستوطنين البيض بتحويل المياه من نهر جيلا إلى المرحلة التي لم يعد بإمكان الهنود الزراعة هناك. على الرغم من أن الهنود قد اشتكوا في محمية نهر جيلا، إلا أنه لم يتم عمل أي شيء لوقف سرقة مياههم، حيث كانت القبائل عند نهر الملح عند منبع المستوطنين ولم يكن لديهم نفس المشكلة. في عام 1926، أنشأ مكتب الشؤون الهندية (BIA) مجلس بيما الاستشاري وفي العام 1934 تبنت القبيلتان دستورا للحجز. ويعود تاريخ الدستور الحالي إلى عام 1940.

### حقائق
لم يكن ألبرت دورو عضوا في مجتمع بيما ماريكوبا الهندي في سولت ريفر. بل كان من ولاية كاليفورنيا وكان عضوًا في صحراء توريس مارتينيز كاهويلا هنود. وبالتالي، لم يكن مؤهلا للعضوية في مجتمع سالت ريفر بيما ماريكوبا الهندي، وأيضا لم يكن بإمكانه التصويت في الانتخابات القبلية، أو شغل مناصب قبلية، أو حتى العمل في هيئات المحلفين القبلية.
عاش دورو في محمية سولت ريفر الهندية مع «صديقة امرأة» وعمل في شركة بناء للقبيلة، PiCopa Construction. وفي عام 1984، اتهم دورو بقتل صبي يبلغ من العمر 14 عاما داخل حدود المحمية. في البداية، تم اتهام دورو بالقتل والمساعدة والتحريض على القتل في المحكمة الفيدرالية، لكن الادعاء رفض هذه التهم دون تحيز. تم تسليم دورو إلى السلطات القبلية في سالت ريفر، التي اتهمت دورو بإطلاق النار بشكل غير قانوني من سلاح لأنه بموجب القانون الفيدرالي، تقتصر القبائل الهندية على محاكمة جرائم الجنح. رفضت المحاكم القبلية طلب دورو بصرف النظر لعدم الاختصاص القضائي، ثم قدم دورو التماسًا لاستصدار أمر إحضار أمام محكمة مقاطعة أريزونا بالولايات المتحدة.
منحت محكمة المقاطعة الأمر وأمرت بالإفراجِ عن دورو. تحت أوليفانت في. من قبيلة سوكاميش الهندية، 435 U.S. ‏ 191 (1978)، لم يكن للمحكمة القبلية اختصاص على غير الهنود.ِ إذا وجدت محكمة المقاطعة أن المحكمة القبلية لها ولاية قضائية على الهنود الذين ليسوا أعضاء في القبيلة، فقد رأت أن ذلك من شأنه أن ينتهك ضمان الحماية المتساوية للتحرر من التمييز على أساس العرق. عكسِ الدائرة التاسعة. قرأت قرار المحكمة العليا فيِ قضية الولايات المتحدة ضد. ويلر، 435 U.S. ‏ 313 (1978)، الذي نص على أن المحاكم القبلية ليس لها ولاية قضائية على غير الأعضاء، كما يدعمها تاريخٌ «ملتبس»، ووصلت إِلى أن القانون التشريعي الفيدرالي يسمح بالولاية القضائية القبلية على جميع الهنود، وليس الأعضاء فقط. أخيرا، وصلت إلى أن الاعتقاد بأن القبائل تفتقر إِلى الولاية القضائية الجنائية على غير الأعضاء من شأنه أن يخلق «فراغًا قضائيًا»، لأن الدولة وحدها هي التي تملك سلطة مقاضاة غير الأَعضاء، وقد تفتقر الدولة إِلى السلطة أَو الموارد للقيام بذلك. وافقت المحكمة العليا الأمريكية على مراجعةِ قرار الدائرة التاسعة.

## رأي المحكمة
في رأيِ للقاضي كينيدي، وصفت المحكمة هذه القضية على أَنها واقعة عند «تقاطع» قراراتها السابقة فيِ أوليفانت وويلر. في قضية أوليفانت، ورأت المحكمةُ أن السيادة المتأصلة للقبائل الهنديةِ لا تسمح لها بأًن يكون لها اختصاص جنائي على غير الهنود الذين يرتكبون جرائم في المحمية.ِ وفي قضية ويلر، رأًت المحكمة أًن تحتفظ القبائل بولايتها القضائية لمقاضاة أَعضائها على الجرائم المرتكبة أَثناء الحجز. لكن كان السؤال الذي طرحتهُ هذه القضية هو ما إِذا كانت «السيادة التي تحتفظ بها القبائل في وضع التبعية ضمن مخطط حكومتنا شاملا سلطة الولاية القضائية الجنائية على غير الأعضاء». واستنتجت المحكمة أن القرارات في قضية أوليفانت وويلر تفرض إجابة سلبية على هذا السؤال.ِ
السيادة التي تحتفظ بها هذه القبائل الهندية «ذات طابع فريد ومحدود». سيكون للحكومة ذات السيادة الكاملة سلطة مقاضاة جميع الجرائم التي تحدث داخل حدودها الإقليمية، لكن القبائل الهندية لم تعد ذات سيادة بهذا المقصد. إِن السيادة التي تحتفظ بها القبائل لمقاضاة أَفرادها تنبع من قدرتها على حكم نفسها من أَجل الحفاظ على «عاداتها ونظامها الاجتماعي الفريد». عندما نزلت القبائل إِلى تابعين للحكومة الفيدرالية، لم يفقدوا هذه السلطة المتأصلة. بدلا من ذلك، تم تجريد القبائل فقط من سلطةِ تنظيم العلاقات بينها وبين من هم ليسوا أعضاء.
التمييز بين الأعضاء ومن هم ليسوا أعضاء هو التمييز الحاسم في هذه الحالة، وليس التمييز بين الهنود من هم ليسوا هنوداً. وبالتالي، لا يجوز للدول فرض ضرائب على المعاملات بين الأَعضاء التي تتم على التحفظات، لأَن هذا من شأنه أَن يتعارض مع سيادة القبائل على أَفرادها. تحتفظ القبائل أَيضا بسلطة تنظيم الصيد في الأَراضي التي تمتلكها أَو الأَراضي التي تحتفظ بها الولايات المتحدة كأمانة لها، ولكن ليس على الأَراضي الخاضعة للرسوم. وعلى الرغم من أَن قرارات المحكمة الأخرى قد اعترفت بسلطات أَوسع محتفظ بها في السياق المدني، فإِن السلطات الجنائية للقبائل الهندية كانت مقتصرة بشكل صارم على الأَعضاء لأَن «ممارسة الولاية القضائية الجنائية تخضع الشخص ليس فقط للسلطة القضائية للمحكمة، ولكن أيضا إِلى سلطة الملاحقة القضائية للقبيلة، وتنطوي على تدخل مباشر أَكثر بكثير في الحريات الشخصية». وبالتالي، لا يجوز للقبائل الهندية مقاضاة أفرادها إلا على الجرائم المرتكبة في محمياتهم. نظرا لأن دورو لم يكن عضوا في مجتمع سالت ريفر بيما ماريكوبا الهندي، لم يكن لتلك القبيلة سلطة محاكمته على جريمة إطلاق النار بشكل غير قانوني من السلاح.
جادلت القبائل بأن القبائل، تاريخيًا، لها سلطة قضائية على جميع الهنود بغض النظر عن العضوية. على سبيل المثال، استخدمت القوانين الفيدرالية كلمة «هندي» بغض النظر عن العضوية، للإِشارة إِلى «عائلة الهنود». تاريخياً، مارست محاكم «الجرائم الهندية»، التيِ أنشأتها وزارة الداخلية للقبائل التي ليس لديها أَنظمة محاكم فعالة، الولاية القضائية على جميع الهنود دون اعتبار للعضوية، ولا تزال تفعل ذلك. لكن ردت المحكمة على ذلك بأَن القوانين الفيدرالية كانت تشير دائما إلى البرامج الفيدرالية، ولم تشير أَبدا إِلى سلطة القبائل فيما يتعلق بالهنود الأَفراد. «إِن السجل التاريخي قبل إِنشاء المحاكم القبلية الحديثة يظهر القليل من الاهتمام الفيدرالي لسلطات القبائل الفردية فيما بينها أَو على أفراد بعضها البعض. العلماء الذين وجدوا معاهدات أَو مصادر أخرى منيرة، انقسموا فقط في استنتاجاتهم». بعد أَن سمحت الحكومة الفيدرالية للقبائل «بالتعبير عن السيادة القبلية [الخاصة بهم] المحتفظ بها» من خلال إِنشاء محاكمهم القبلية الخاصة بهم، كان لا يزال يتعين على وزير الداخلية الموافقة على الرموز القانونية التي تم إِنشاؤها من قبل القبائل أَمام محاكم الجرائم الهندية والتي ستخضع للقبائل المحاكم الخاصة. أَكدت الآراء المكتوبة للنائب العام لوزارة الداخلية باستمرار سلطة القبائل على أَفرادها، لكنها لم تذهب أَبعد من ذلك. في ضوء السجل التاريخي، لم تكن المحكمة «مقتنعة بأن الولاية القضائية الجنائية الخارجية هي جزء مقبول من وظيفة المحاكم».
لا يمكن للمحكمة أن تتجاهل حقيقة أن دورو كان أيضا مواطنا من الولايات المتحدة، وله جميع الامتيازات والحصانات المرتبطة بهذا الحالة. أَحد الحقوق التي يتمتع بها مواطن الولايات المتحدة هو الحق فيِ الإِجراءات القانونية الواجبة، التي تحميهم من «التدخلات غير المبررة في حريتهم الشخصية. فالمحاكمة الجنائية والعقاب خطير للغاية وتطفل على الحرية الشخصية لدرجة أَن ممارستها على المواطنين الذين ليسوا هنودًا كانت قوة تنازلت عنها القبائل بالضرورة في خضوعها للسيادة المهيمنة للولايات المتحدة». لا توفر المحاكم القبلية بالضرورة للمتهمين النطاق الكامل للحماية الممنوحة للمتهمين في المحاكم الفيدرالية بموجب قانون الحقوق. لأَن أعضاء القبائل قد يشاركون في الحكم القبليِ، توافق المحكمة على إِخضاع أَعضاء القبائل للولاية القضائية الجنائية لقبائلهم. نظرا لأَن من هم ليسوا أعضاء لا يشاركون في الحكم القبلي، فقد شعرت المحكمة أَنه كان تدخلا أَكبرِ من أن يتم السماح للقبائل بمحاكمة غيرِ الأعضاء.
أخيرًا، رفضت المحكمة الحجة القائلة بعدم السماح للقبائل بمقاضاة من هم ليسوا أعضاء، فإن هؤلاء من هم ليسوا أعضاء سوف يفلتون من الملاحقة القضائية تماما بسبب النشاط الإجرامي المتورط داخل الحدود القبلية. تحتفظ الحكومة الفيدرالية بسلطة مقاضاة الجنايات التي تحدث على التحفظات. تحتفظ القبائل بسلطة طرد الأشخاص غير المرغوب فيهم. قد تستمر السلطات القبلية في اعتقال من هم ليسوا أعضاء واحتجازهم حتى يتم تسليمهم إلى السلطات التي لديها سلطة مقاضاة من هم ليسوا أعضاء. ولفتت القبيلة إلى أن سلطات الدولة قد تفتقر إلى سلطة مقاضاة الجرائم التي يرتكبها من هم ليسوا أعضاء في التحفظات. أريزونا، على سبيل المثال، تتنصل صراحة من سلطة الادعاء هذه. ولكن الكونجرس سمح للولايات بتولي هذه السلطة، وأريزونا حرة في تلبية دعوة الكونجرس. أخيرا، إذا كانت القبائل لا تزال تعتقد أنه لا يزال هناك «فراغ قضائي»، على الرغم من هذه الخيارات، فيمكنها إقناع الكونغرس بمنحها لهم.

### الرأي المخالف
لم يوافق القاضي برينان على أَن قرار المحكمة حيث لم يخلق فراغًا قضائيًا. «إِن وجود فجوة في الاختصاص القضائي ليس مبررا مستقلا لإِيجاد سلطة قضائية قبلية، ولكنه ذو صلة بتحديد نية الكونغرس. إِن احتمالية أَن ينوي الكونغرس إِنشاء فرِاغ قضائي لا يمتلك فيه أَي حاكم سلطة مقاضاة فئة كاملة من الجرائم يجب أَن يُعلمنا بفهمنا للافتراضات حول السلطة القبلية التي شرع الكونغرس بناء عليها». وبناء على ذلك، اعتقد القاضي برينان أنه كان على المحكمة قراءة الأدلة التاريخية بطريقة تدعم نية الكونغرس في السماح للقبائل الهندية بممارسة الولاية القضائية على من هم ليسوا أعضاء. وعلاوة على ذلك، لم يقبل القاضي برينان حجة المحكمة بأن كون من هم ليسوا أعضاء من مواطني الولايات المتحدة قد نصحهم بعدم السماح للقبائل بممارسة الولاية القضائية على من هم ليسوا أعضاء. وقال إنه إذا كان هذا صحيحًا، فسيكون صحيحًا أيضا أن القبائل لا يمكنها ممارسة الولاية القضائية على أفرادها أيضا. ولم تقرر المحكمة قط أن المشاركة في العملية السياسية شرط مسبق لممارسة الولاية القضائية الجنائية على مواطن. إذا كان هذا صحيحا، فلا يمكن للدول أبدًا مقاضاة غير المقيمين أو الأجانب.

## ما بعد الكارثة
تناول الكونجرس بسرعة الفجوة في الاختصاص القضائي التي نشأت عن حكم المحكمة من خلال تعديل قانون الحقوق المدنية الهندي في العام 1990 كجزء من قانون اعتمادات وزارة الدفاع لعام 1991، والذي تم التوقيع عليه ليصبح قانونا في تاريخ 5 نوفمبر 1990. وبعد ما يقرب من أربعة عشر عامًا، حكمت المحكمة العليا في دستورية هذا التعديل لـ 25 USC § 1301 (2) في الولايات المتحدة في. لارا (2004)، أيد تعديل قانون الحقوق المدنية الهندي وأبطل بشكل فعال دورو في. رينا.

## روابط خارجية
- Text of Duro v. Reina, 495 U.S. [الإنجليزية]‏ 676 (1990) is available from:  Findlaw  Justia  Library of Congress  Oyez (oral argument audio)
- تعليق من المؤتمر الوطني للمجالس التشريعية بالولاية